# Distrito electoral de Anna 4
Anna District 4 (en inglés: Anna District 4 Precinct) es un distrito electoral ubicado en el condado de Union en el estado estadounidense de Illinois. En el Censo de 2010 tenía una población de 1109 habitantes y una densidad poblacional de 71,48 personas por km².

## Geografía
Anna District 4 se encuentra ubicado en las coordenadas 37°29′16″N 89°13′13″O / 37.48778, -89.22028. Según la Oficina del Censo de los Estados Unidos, Anna District 4 tiene una superficie total de 15.51 km², de la cual 15.35 km² corresponden a tierra firme y (1.05%) 0.16 km² es agua.

## Demografía
Según el censo de 2010, había 1109 personas residiendo en Anna District 4. La densidad de población era de 71,48 hab./km². De los 1109 habitantes, Anna District 4 estaba compuesto por el 89.99% blancos, el 4.51% eran afroamericanos, el 0.18% eran amerindios, el 0.18% eran asiáticos, el 0% eran isleños del Pacífico, el 3.7% eran de otras razas y el 1.44% pertenecían a dos o más razas. Del total de la población el 5.77% eran hispanos o latinos de cualquier raza.